# Beia

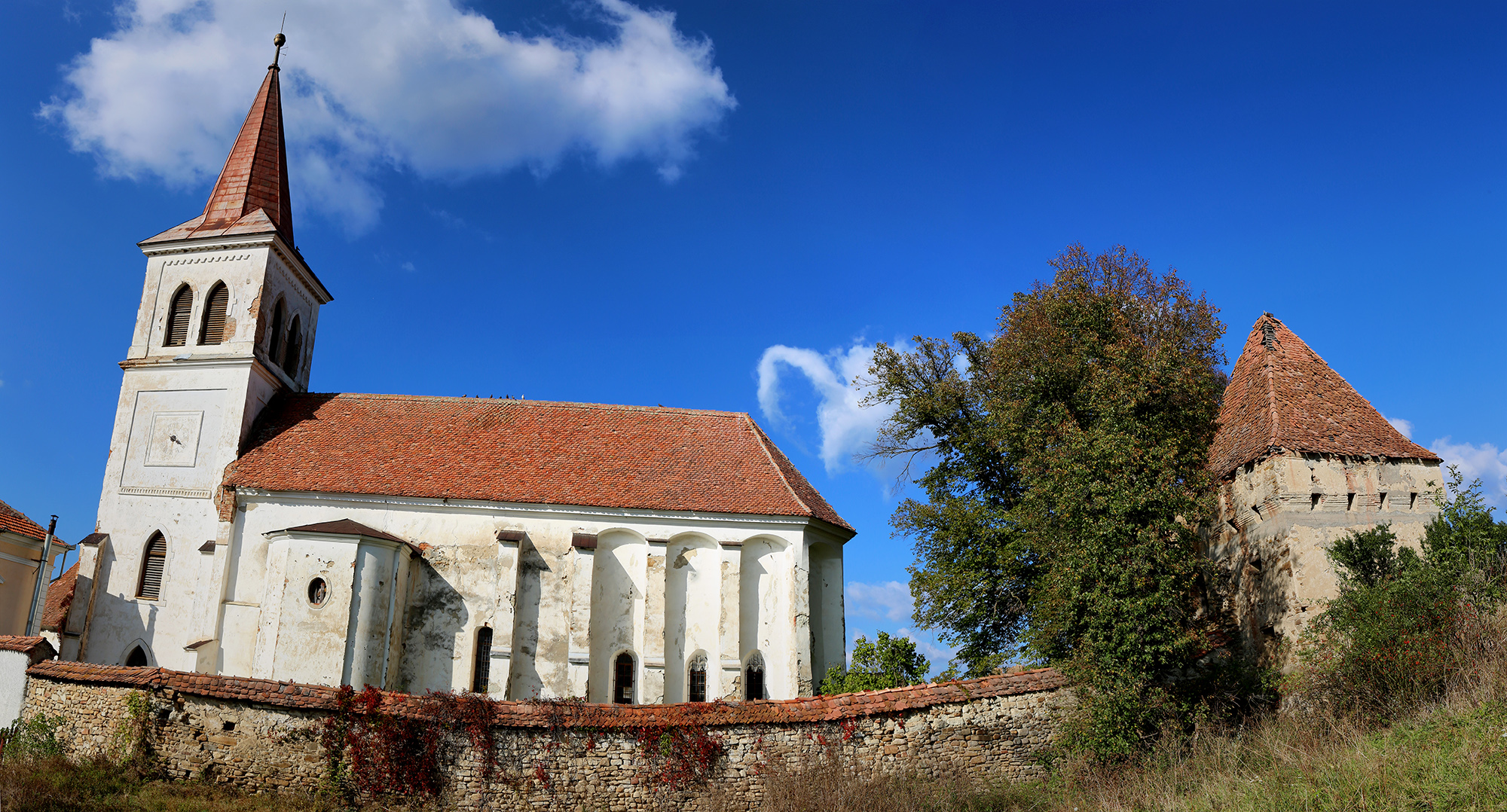
Evangelische Kirchenburg

Beia (deutsch Meeburg, ungarisch Homoródbene oder Szászbénye) ist ein Dorf im Kreis Brașov in der Region Siebenbürgen in Rumänien. Verwaltungsmäßig gehört Beia zur Gemeinde Cața (Katzendorf).

## Lage
Der Ort befindet sich etwa 30 km südöstlich von Sighișoara (Schäßburg) und 65 km nordwestlich von Brașov (Kronstadt) an der Bahnstrecke Teiuș–Brașov.

## Geschichte
Das Dorf wurde zum ersten Mal 1442 unter dem Namen Bene erwähnt. Dabei handelt es sich um eine Kurzform von Benedictus, womöglich dem Namen eines Lokators oder Grafen, welcher für die Ansiedlung verantwortlich war. 1488 wird das Dorf zum ersten Mal mit dem deutschen Namen Meeburch erwähnt. Es befand sich auf dem Königsboden und gehörte dem Schäßburger Stuhl an. Beim deutschen Namen Meeburg handelt es sich um die mittelhochdeutsche Aussprache des Namens Magdeburg. Der Name soll sich von einem gleichnamigen Nonnenkloster herleiten, das sich an den Hängen der Mädelkoppe befand, einer 746 m hohen Erhebung im Süden des heutigen Dorfes. Mit dem Rückzug der Wehrmacht 1944 flüchtete auch der Großteil der ansässigen Siebenbürger Sachsen nach Deutschland. Bis zum eigentlichen Exodus 1989 existierte allerdings noch eine funktionierende Nachbarschaft. Häufige Meeburger Namen waren Schuller, Hellwig, Kraus, Schuster, Klein und Binder.
Der Ort war für seine Möbelmalerei bekannt.

## Kirchenburg
Hauptsehenswürdigkeit des Ortes ist die in wesentlichen Teilen aus dem 15. Jahrhundert stammende siebenbürgisch-sächsische Kirchenburg. Die Kirche wurde wohl Ende des 14. oder Anfang des 15. Jahrhunderts im spätgotischen Stil erbaut und besaß zunächst keinen Kirchturm. Um 1500 wurde die Kirche angesichts der Türkengefahr mit Wehranlagen ausgestattet und mit einem ersten Kirchturm ausgestattet. Der ehemals massive mit einem Wehrgang ausgestattete Kirchturm wurde Ende des 19. Jahrhunderts abgetragen und 1892 durch den heutigen Turm im neugotischen Stil ersetzt. Von den Wehranlagen sind heute noch die Ringmauer sowie zwei von ehemals vier Wehrtürmen erhalten.
An einem Gestühl in der Kirche kann man das Wappen mit dem Datum 1698 des ehemaligen Schäßburger Bürgermeister von Rosenthal erkennen sowie den lateinischen Wahlspruch „per spinas ad rosas“ (Durch die Dornen zu den Rosen). Die Anlage befindet sich heute in einem schlechten Zustand.
Der 1513 von Johann Stoß, einem Sohn des berühmten Veit Stoß, in Schäßburg gefertigte gotische Meeburger Flügelaltar wurde von der evangelischen Landeskirche aus Sicherheitsgründen Anfang der 1990er Jahre von Meeburg nach Schäßburg gebracht, da seit der Wende die Einbrüche in Kirchen zugenommen hatten. Er steht in engsten stilistischen Beziehungen zu den Altären in Schweischer, Radeln und Schäßburg und stellt geschlossen die Passion Jesu, geöffnet die Leidensgeschichte der Heiligen Ursula dar.
Am 5. September 2023 ist die Nordseite der Kirche, in der Nähe der Niedergässer Bastei, teilweise eingestürzt.

## Bevölkerung
Die Bevölkerung des Dorfes entwickelte sich wie folgt:
| 1850 | 770 | 179 | 00 | 482 | 109 |
| 1910 | 957 | 194 | 90 | 493 | 180 |
| 1920 | 905 | 345 | 67 | 491 | 002 |
| 1941 | 858 | 192 | 18 | 456 | 192 |
| 1977 | 837 | 411 | 21 | 247 | 158 |
| 1992 | 361 | 237 | 09 | 016 | 099 |
| 2002 | 378 | 254 | 29 | 009 | 086 |
| 2011 | 383 | 338 | 10 | 005 | 030 |